# Bruce Crane
Robert Bruce Crane (1857) – 30 de octubre de 1937) fue un pintor estadounidense. Se unió a la Colonia artística de Old Lyme a principios del siglo XX. Sin embargo, su período más activo se produjo después de 1920, cuando durante más de una década realizó bocetos al óleo de bosques, prados y colinas. Se convirtió en un pintor tonalista bajo la influencia de Jean-Charles Cazin en Grez-sur-Loing. Las obras de madurez de Crane eran casi siempre escenas de otoño e invierno. Por lo general, pintaba en su estudio en Bronxville, Nueva York, donde, como muchos de los tonalistas, se basaba principalmente en los recuerdos de sus experiencias de dibujo al aire libre. Sus obras se pueden encontrar en el Museo Florence Griswold y en el Museo de Newark. Fue descendiente del congresista Stephen Crane.

## Primeros trabajos artísticos
El padre de Bruce Crane, Solomon Crane, era un artista aficionado e interesó a su hijo en la escena artística de Nueva York desde muy joven. Sin embargo, fue en un viaje de verano a las Adirondacks donde se despertó el interés de Bruce por la pintura después de ver a “muchas jóvenes damas artistas”. A la edad de diecisiete años, alrededor de 1874, se trasladó con su familia a Elizabeth, Nueva Jersey, donde trabajó como delineante para un arquitecto.
Con la esperanza de comenzar una carrera en la pintura, se acercó al famoso artista Alexander Wyant y le pidió comenzar un aprendizaje con él. Wyant pidió ver alguna obra de Crane, pero Bruce no creía que sus habilidades fueran lo suficientemente adecuadas para impresionar a Wyant. Por lo tanto, rechazó la solicitud y pasó el año siguiente mejorando sus habilidades antes de mostrarle sus obras a Wyant y comenzar a trabajar con él. Siguieron siendo amigos hasta la muerte de Wyant.

## Fama

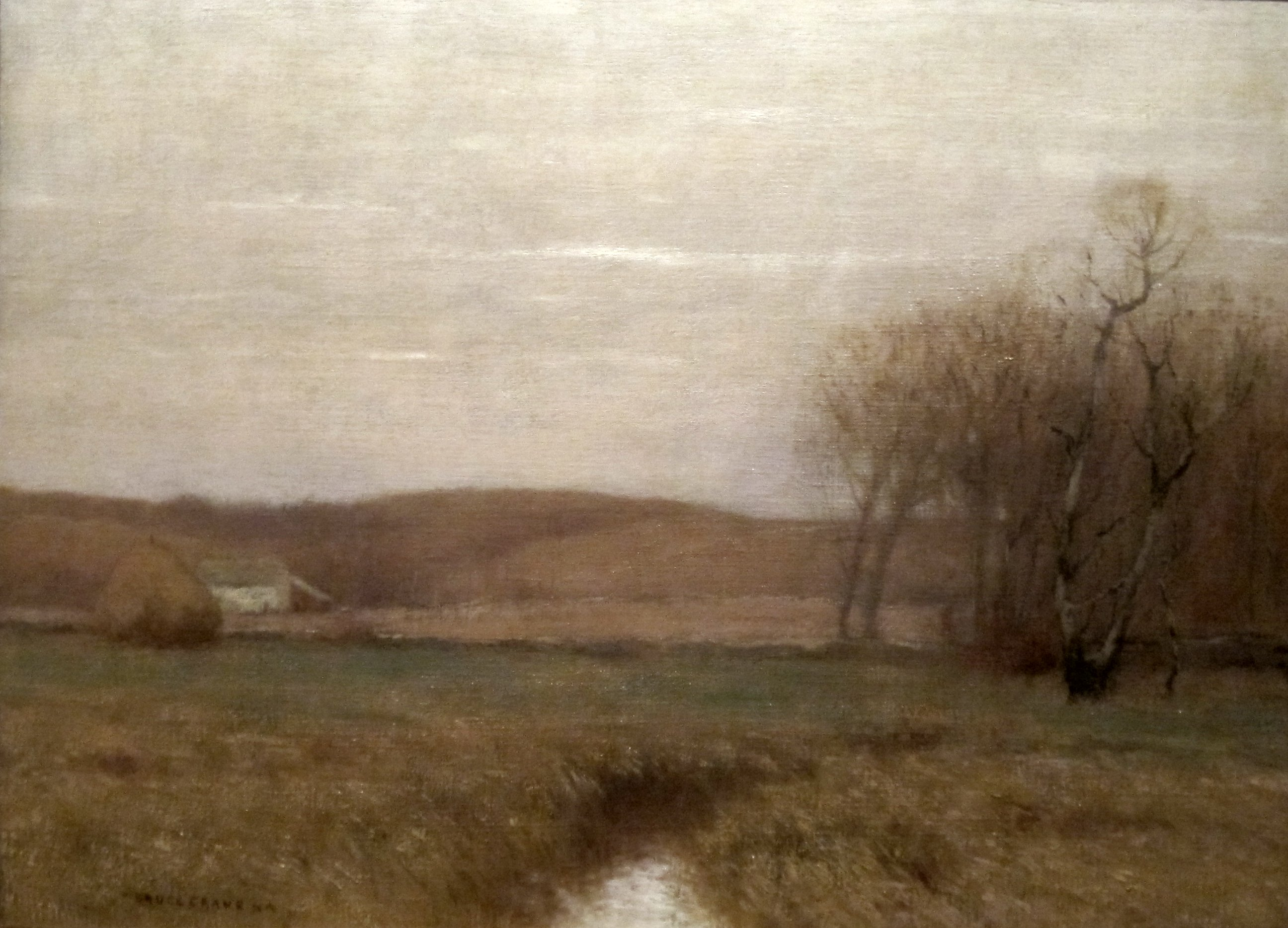
Mañana de otoño

Bruce Crane comenzó a estudiar en la Arts Student League de Nueva York y en 1876 apareció por primera vez en una exposición en la Academia Nacional de Diseño, presentando su pintura llamada Old Swedish Church, Filadelfia.

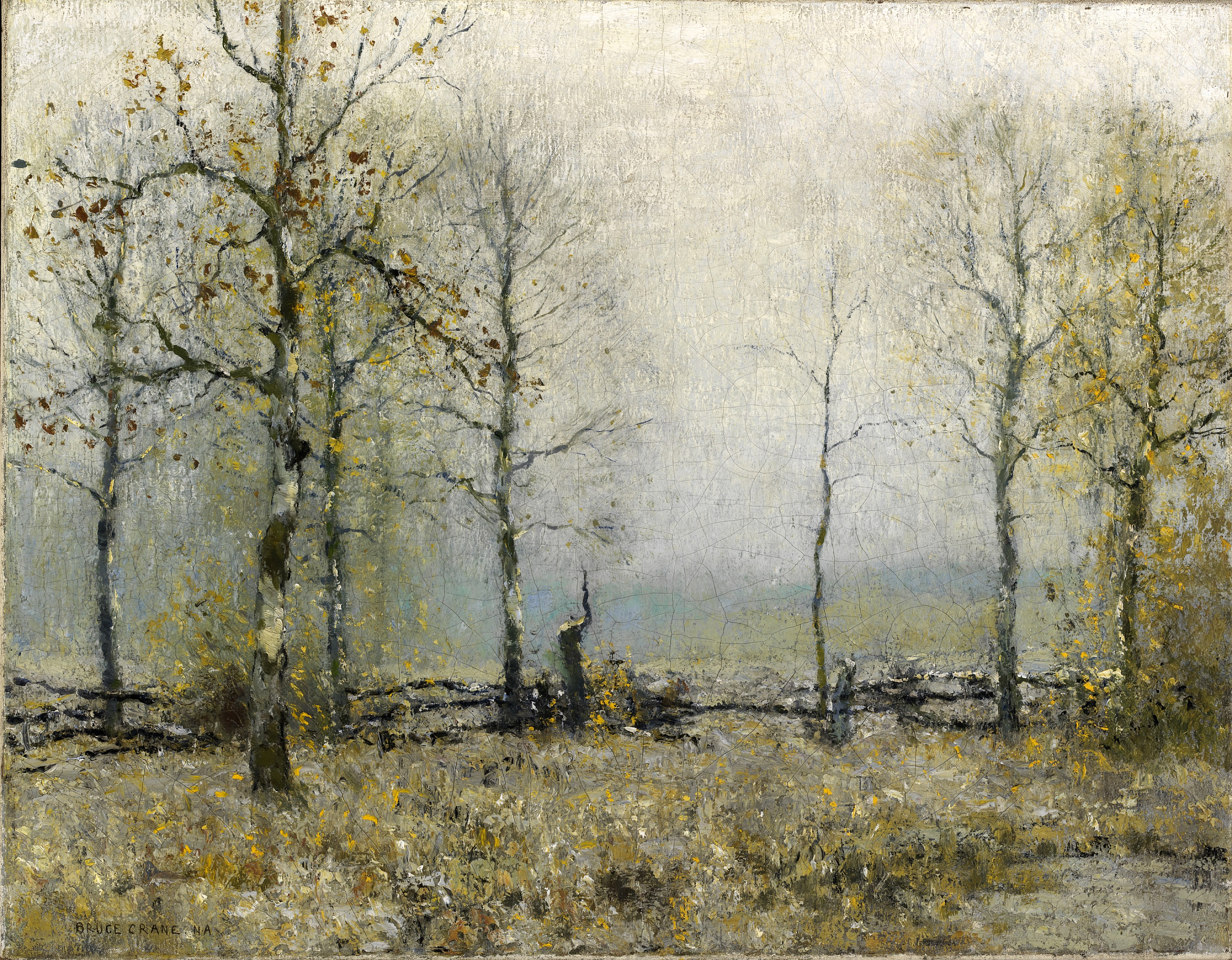
The Fall Season

En su libro promocional A Souvenir of Cranford (1894), el arquitecto y artista Frank Townsend Lent analiza las representaciones de Crane del río Rahway en Cranford, Nueva Jersey:
"La primera vez que este escritor oyó hablar de Cranford fue en 1880, cuando su amigo artista Bruce Crane le dijo que estaba empacando su equipo de dibujo para ir a dibujar al barrio de Cranford, al que consideraba uno de los más encantadores. sectores pintorescos del país, alrededor o cerca de la ciudad de Nueva York. La Academia Nacional de Diseño, así como otras exhibiciones de arte metropolitanas, han contenido muchos paisajes encantadores de hombres como Bruce Crane y Hugh Bolton Jones, cuyo material se reunió en el condado de Union".
Crane pronto comenzó a pintar lugares de East Hampton y Long Island, lo que le valió los elogios y la aprobación de la crítica (así como unos ingresos constantes). Un crítico anónimo declaró:
"Crane había demostrado [en 1885] para satisfacción del público artístico que manejaba un tipo de paisaje con tanta habilidad como otro. Sus pinturas fueron tratadas hábilmente con numerosas variaciones del motivo principal de tono y color." 
Después dejó Nueva York para estudiar en Francia con Jean-Charles Cazin, un conocido pintor tonalista francés del siglo XIX. Experimentó éxito allí, pero las cosas estaban a punto de cambiar.

## Crisis familiar
La primera esposa de Bruce Crane, Jeanne Buchard Brainerd, fue internada en un manicomio, aunque nunca se aclaró si se trataba de una enfermedad mental real o de un caso de alcoholismo, como sugirió Ann Crane (su hija de un matrimonio anterior). Jeanne comenzó a acusar públicamente a Bruce Crane de adulterio con su hijastra Ann, pero el caso se abandonó y el divorcio finalizó en 1902. Bruce se pudo casar entonces con Ann Brainered dos años después, a pesar de una diferencia de edad de 25 años. Tuvieron una hija, también llamada Ann.

## Vuelta a la fama

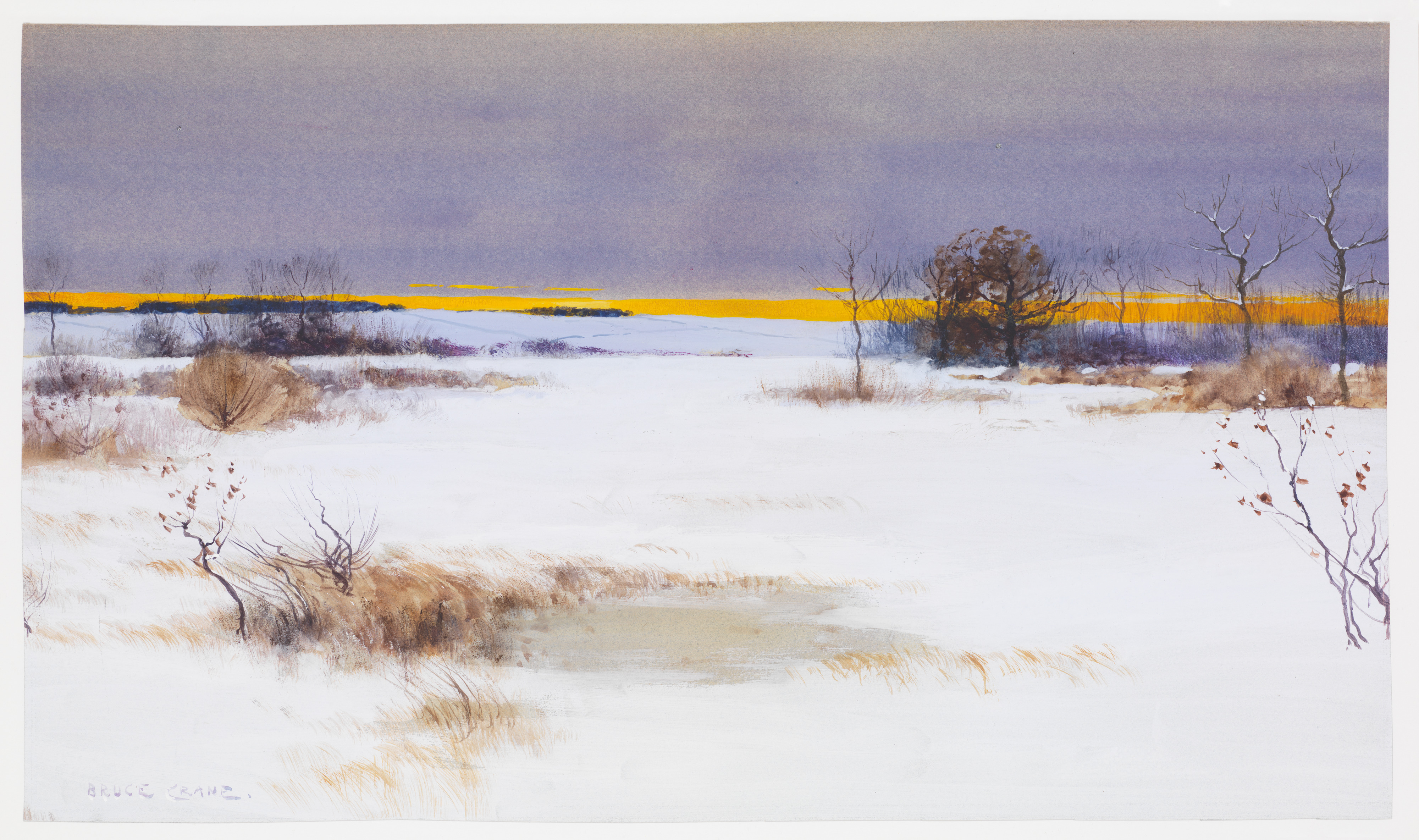
Escena de nieve

La ausencia en Francia hizo que muchos críticos creyeran que había perdido su toque y sus habilidades. Aunque fue su regreso a los Adirondacks lo que hizo que su obra madurara cuando comenzó a centrarse en los conceptos básicos de la naturaleza.
En 1909 ganó una medalla de bronce en la exposición del Carnegie Institute por su obra November Hills, lo que demuestra que todavía era alguien a tener en cuenta. A lo largo de las dos primeras décadas del siglo XX, Crane ganó al menos 10 importantes premios nacionales e internacionales. Esto incluyó la Medalla de oro Inness (1901), la Medalla de oro en la Exposición de St. Louis (1904), la Medalla Saltus (1912) y la Medalla de plata en la Exposición Panamá-Pacífico (1915). 
De 1929 a 1933, Bruce Crane fue el presidente del famoso Salmagundi Club de la ciudad de Nueva York (fundado en 1871) y su artista del año en 1902. También estuvo asociado con lasGrand Central Art Galleries, participando en el dibujo de sus miembros de 1933. En 1897, fue elegido miembro de la Academia Nacional de Diseño, como Académico Asociado y se convirtió en Académico de pleno derecho en 1901.

## Vida posterior
Crane se volvió frágil después de romperse ambas caderas en una caída en 1935, y quedar casi inmovilizado. Pasó el resto de sus años en Bronxville antes de fallecer el 29 de octubre de 1937. Está enterrado en el cementerio Green-Wood, Brooklyn. Los descendientes de Bruce Crane se pueden encontrar en Virginia y California.